# ديفن كلارك
ديفن كلارك (بالإنجليزية: Devin Clark)‏ هو لاعب كرة قدم أمريكية أمريكي، ولد في 22 مايو 1986 في أوستن في الولايات المتحدة.

## وصلات خارجية
- ديفن كلارك على موقع مرجع كرة القدم المحترفة.كوم (الإنجليزية)